# Eggert Petersen
Eggert Petersen (født 26. maj 1927 i Bovrup) er en dansk psykolog og professor emeritus i arbejdspsykologi fra Aarhus Universitet som er kendt for sin forskning i menneskers trivsel. Han var socialdemokratisk medlem af Folketinget i ca. 8 måneder i 1980 og medlem af Europa-Parlamentet 1980-1984. Petersen startede sit arbejdsliv med at gøre karriere i Søværnet og var blandt andet næstkommanderende på korvetten Triton 1955-57.

## Opvækst, uddannelse og tjeneste som søofficer
Petersen er født i Bovrup i Sønderjylland i 1927. Hans forældre var købmand Hans Christian Petersen (1891-1950) og Marie Eggertsen (1894-1993). Han blev student fra Aabenraa Statsskole i 1945 hvorefter han blev optaget på søofficersskolen. Han blev udnævnt til søløjtnant i 1949, kaptajnløjtnant i  1954 og orlogskaptajn i 1961. Samtidig læste han – når han ikke var til søs – til psykolog på Københavns Universitet og blev cand.psych. i 1956. Han var næstkommanderende på korvetten Triton 1955-1957 og sektionsleder i Militærpsykologisk tjeneste i 1957-1959. I 1960-1961 var han leder i Søværnskommandoens personaleafdeling. Han gik ud aktiv militærtjeneste i 1961 og overgik til reserven i 1963.

## Arbejde som psykolog
Petersen var tilknyttet Landsforeningen for Mentalhygiejne som direktør 1961-66 og generalsekretær 1966-71. Foreningens formål var forebyggelse af psykiske lidelser. Foreningen gennemførte med Petersen som leder en række tiltag med mentalhygiejnisk rådgivning med videre. I 1963 startede foreningen en "mentalhygiejnisk forskningsafdeling" som i 1966 blev til Mentalhygiejnisk forskningsinstitut.
I 1967 blev Petersen dr.phil. med doktorafhandligen Sanktioner og trivsel i et autoritært ledet socialt system som introducerede sandsynlighedsteoretiske adfærdsmodeller i socialpsykologien. Petersen var ekstern lektor ved Københavns Universitet 1966-1969 og konsulent for Mellemfolkeligt Samvirke 1968-1971.
Han var professor i arbejdspsykologi ved Aarhus Universitet 1974-1977 hvor han fortsatte med at forske i trivsel foruden livskvalitet og arbejdsmiljø.
Han fortsatte sin forskning som professor emeritus. Petersen har udgivet mange bøger. Senest i 2021 udgav han bogen Trivselsforskning 1960 til 2020. Hans selvbiografi En systemkritikers liv og levned kom i 2017.

## Politiker
Eggert Petersen var folketingskandidat for Socialdemokratiet i Hellerupkredsen 1977-1980. Det første folketingsvalg han deltog i, var folketingsvalget 1979. Han fik 675 personlige stemmer og blev første stedfortræder for Socialdemokratiet i Københavns Amtskreds. Han var i kortere perioder i 1979 og 1980 stedfortræder for Lise Østergaard og Hans Jørgen Jensen, og 17. februar 1980 indtrådte han i Folketinget som efterfølger for Niels Matthiasen der var død dagen før.
Han havde også været kandidat ved Europa-Parlamentsvalget 1979 uden at opnå valg. Da Mette Groes udtrådte af Europa-Parlamentet 18. september 1980, overtog Petersen hendes plads i Europa-Parlamentet og udtrådte af Folketinget med virkning fra 12. oktober 1980. Jens Peter Lerke overtog Petersens plads i Folketinget. Petersen var i Europa-Parlamentet til 23. juli  1984.

## Hæder
Petersen blev udnævnt til ridder af Dannebrogsordenen i 1993.